# Аліція Росольська
Аліція Росольська (пол. Alicja Rosolska) — польська тенісистка, що спеціалізується в парній грі, фіналістка Відкритого чемпіонату США 2018 року в міксті.

## Значні фінали

### Фінали турнірів Великого шолома

#### Мікст: 1 фінал
| Результат | Рік  | Турнір  | Поверхня | Партнер       | Супротивники                      |                  |
| --------- | ---- | ------- | -------- | ------------- | --------------------------------- | ---------------- |
| Поразка   | 2018 | US Open | Хард     | Нікола Мектич | Бетані Маттек-Сендс Джеймі Маррей | 6–2, 3–6, [9–11] |

## Фінали турнірів WTA

### Парний розряд: 19 (8 титулів)
| Результат | №   | Дата            | Турнір                                               | Поверхня | Партнерка               | Супротивниці                                    | Рахунок                    |
| --------- | --- | --------------- | ---------------------------------------------------- | -------- | ----------------------- | ----------------------------------------------- | -------------------------- |
| Поразка   | 1.  | 9 серпня 2004   | Orange Prokom Open, Сопот, Польща                    | Ґрунт    | Клаудія Янс             | Нурія Льягостера Вівес Марта Морреро            | 4–6, 3–6                   |
| Поразка   | 2.  | 25 квітня 2005  | J&S Cup, Варшава, Польща                             | Ґрунт    | Клаудія Янс             | Тетяна Перебийніс Барбора Заглавова-Стрицова    | 1–6, 4–6                   |
| Поразка   | 3.  | 18 липня 2005   | Internazionali Femminili di Palermo, Палермо, Італія | Ґрунт    | Клаудія Янс             | Джулія Касоні Марія Коритцева                   | 6–4, 3–6, 5–7              |
| Перемога  | 1.  | 17 лютого 2008  | Cachantún Cup, Вінья-дель-ММар, Чилі                 | Ґрунт    | Ліга Декмейєре          | Марія Коритцева Юлія Шруфф                      | 7–5, 6–3                   |
| Поразка   | 4.  | 10 січня 2009   | Brisbane International, Брисбен, Австралія           | Хард     | Клаудія Янс             | Анна-Лена Гренефельд Ваня Кінґ                  | 6–3, 5–7, [5–10]           |
| Перемога  | 2.  | 12 квітня 2009  | Andalucia Tennis Experience, Марбелья, Іспанія       | Ґрунт    | Клаудія Янс             | Анабель Медіна Ґарріґес Вірхінія Руано Паскуаль | 6–3, 6–3                   |
| Поразка   | 5.  | 18 жовтня 2009  | Generali Ladies Linz, Лінц, Австрія                  | Хард     | Клаудія Янс             | Анна-Лена Гренефельд Катарина Среботнік         | 1–6, 4–6                   |
| Поразка   | 6.  | 8 січня 2011    | Brisbane International, Брисбен, Австралія           | Хард     | Клаудія Янс             | Аліса Клейбанова Анастасія Павлюченкова         | 3–6, 5–7                   |
| Поразка   | 7.  | 21 травня 2011  | Brussels Open, Брюссель, Бельгія                     | Ґрунт    | Клаудія Янс             | Андреа Главачкова Галина Воскобоєва             | 6–3, 0–6, [5–10]           |
| Перемога  | 3.  | 10 липня 2011   | Poli-Farbe Budapest Grand Prix, Будапешт, Угорщина   | Ґрунт    | Анабель Медіна Гаррігес | Наталі Грандін Владіміра Углірова               | 6–2, 6–2                   |
| Поразка   | 8.  | 26 травня 2012  | Brussels Open, Брюссель, Бельгія                     | Ґрунт    | Чжен Цзє                | Бетані Маттек-Сендс Саня Мірза                  | 3–6, 2–6                   |
| Поразка   | 9.  | 16 вересня 2012 | Challenge Bell, Квебек-Сіті, Канада                  | Хард (i) | Гезер Вотсон            | Татьяна Малек Крістіна Младенович               | 6–7(5–7), 7–6(8–6), [7–10] |
| Поразка   | 10. | 13 жовтня 2013  | Generali Ladies Linz, Лінц, Австрія                  | Хард (i) | Габріела Дабровскі      | Кароліна Плішкова Крістина Плішкова             | 6–7(6–8), 4–6              |
| Перемога  | 4.  | 8 березня 2015  | Monterrey Open, Монтеррей, Мексика                   | Хард     | Габріела Дабровскі      | Анастасія Родіонова Аріна Родіонова             | 6–3, 2–6, [10–3]           |
| Перемога  | 5.  | 24 липня 2016   | Swedish Open, Бостад, Швеція                         | Ґрунт    | Андрея Міту             | Леслі Керкгове Лідія Морозова                   | 6–3, 7–5                   |
| Перемога  | 6.  | 5 лютого 2017   | St. Petersburg Ladies Trophy, Санкт-Петербург, Росія | Хард (i) | Олена Остапенко         | Дарія Юрак Ксенія Кнолль                        | 3–6, 6–2, [10–5]           |
| Перемога  | 7.  | 9 квітня 2017   | Monterrey Open, Монтеррей, Мексика                   | Хард     | Нао Хібіно              | Даліла Якупович Надія Кіченок                   | 6–2, 7–6 (7–4)             |
| Поразка   | 11. | 6 серпня 2017   | Bank of the West Classic, Стенфорд, США              | Хард     | Алізе Корне             | Абігейл Спірс Коко Вандевей                     | 2–6, 3–6                   |
| Перемога  | 8.  | 17 червня 2018  | Nottingham Open, Ноттінгем, Велика Британія          | Трава    | Абігейл Спірс           | Міхаела Бузернеску Гезер Вотсон                 | 6–3, 7–6(7–5)              |

## Зовнішні посилання
- Досьє на сайті WTA [Архівовано 8 вересня 2018 у Wayback Machine.]